# Alfred Milotte
Alfred G. Milotte est un réalisateur cinématographique naturaliste principalement connu pour son travail sur la série True-Life Adventures produite par Walt Disney Productions à partir de la fin des années 1950. Il a travaillé avec sa femme et associée Elma (1907-1989).

## Biographie
Al Milotte est né en 1905 à Appleton dans le Wisconsin tandis que sa future femme Elma est né en 1907 à Seattle. C'est dans la capitale de l'État de Washington que le couple se rencontre et décide de partir dans le nord, à Ketchikan en Alaska. Al et Elma s'installent en Alaska, se marient et ouvrent un magasin d'appareils photos.

### Naturaliste pour Disney
Lors d'un voyage en août 1948 en Alaska, Walt rencontre Alfred Milotte, propriétaire d'un magasin d'appareils photos et sa femme institutrice Elma. Ils engagent une discussion sur les documentaires consacrés à l'Alaska dont le résultat sera le poste de photographe sur la série de documentaires animaliers True-Life Adventures. Le premier épisode est L'Île aux phoques (On Seal Island) sorti en décembre 1948. Plusieurs courts métrages sont réalisés dans cette série grâce à des séquences tournées par des naturalistes photographes. En l'absence de distributeur soutenant le format des longs métrages documentaires, la série dont la production se poursuit n'est pas distribuée. En 1953 pour résoudre ce problème, Disney fonde sa propre société de distribution, la filiale Buena Vista Distribution, et ainsi assurer la distribution de ces films assez éloignés des productions d'animation.
En 1959, Al et Elma se retirent à Sumner dans l'État de Washington pour écrire trois livres sur les animaux The Story of the Platypus, The Story of the Hippopotamus et The Story of an Alaskan Grizzly Bear.
Elma meurt le 19 avril 1989 et Al le 24 avril 1989. Al Milotte a été nommé Disney Legends conjointement avec sa femme Elma en 1998.

## Filmographie
- 1948 : L'Île aux phoques (Seal Island)
- 1950 : La Vallée des castors (Beaver Valley)
- 1951 : La Terre, cette inconnue (Nature's Half Acre)
- 1952 : Les Oiseaux aquatiques (Water Birds)
- 1953 : Au pays des ours (Bear Country)
- 1953 : The Alaskan Eskimo
- 1953 : Everglades, monde mystérieux (Prowlers of the Everglades)
- 1955 : Lions d'Afrique (The African Lion)
- 1959 : Nature's Strangest Creatures